# Luchthaven Røst
Luchthaven Røst (Noors: Røst lufthavn) (IATA: RET, ICAO: ENRS) is een vliegveld op het eiland Røst in Lofoten. Het vliegveld wordt geëxploiteerd door het staatsbedrijf Avinor.
Het vliegveld werd geopend in 1986. Het is een van de nieuwere regionale vliegvelden. Røst wordt bediend door Widerøe. De maatschappij vliegt dagelijks  op  Bodø en Leknes.